# Byseň
Byseň è una frazione di Tuřany, comune ceco del distretto di Kladno, in Boemia Centrale.

## Geografia fisica
I comuni limitrofi sono Libovice, Řisuty, Malíkovice, Hvězda e Čanovice ad ovest, Lotouš, Neprobylice, Kutrovice, Třebíz, Kvílice e Královice a nord, Kvíc, Trpoměchy e Kvíček ad est e Studeněves, Šternberk, Ledce e Přelíc a sud.
Nel paese sono presenti 20 abitazioni.